# Gustaf Ranft
Gustaf Adolf Ranft, född 6 juni 1856 i Jakobs församling, Stockholm, död 18 oktober 1929 i Nacka, var en svensk skådespelare.

## Biografi
Ranft var son till snickarmästare Adolf Fredrik Ranft och hans hustru Katarina Amalia, född Reijhell. Han var bror till teaterledaren Albert Ranft.
Ranft var elev vid Kungliga teatern i Stockholm 1875. Han anställdes samma år vid Ladugårdslandsteatern och medverkade i olika landsortsturnéer. Debuten skedde som Landry i Syrsan på Djurgårdsteatern 1876. Han engagerades vid Nya teatern 1880–1882, åter i landsorten, vid Operans dramatiska scen 1891 och från 1892 hos brodern Albert Ranft. Bland de roller han gjort märks Stor-Klas, Claudius i Hamlet, pastor Manders i Gengångare, Orgon i Tartuffe och Birger Jarl i Bröllopet på Ulvåsa.
Ranft var även aktiv som filmskådespelare och debuterade 1919 i Victor Sjöströms Ingmarssönerna och kom att medverka i tio filmproduktioner fram till 1928.
Han gifte sig 15 september 1882 med Clara Reijhell (1864–1952), dotter till konstsvarvare Otto Thorild Reijhell och hans hustru Josefina, född Pregel, och fick med henne sönerna Sverre (1884–1958) och Hilding (1886–1913). Han var bosatt i Storängen i Stockholms län. 
Han gravsattes 26 oktober 1929 på Norra begravningsplatsen utanför Stockholm.

## Filmografi
- 1919 – Ingmarssönerna
- 1920 – Carolina Rediviva
- 1920 – Karin Ingmarsdotter
- 1920 – Klostret i Sendomir
- 1921 – Värmlänningarna
- 1923 – Hårda viljor
- 1925 – Karl XII
- 1926 – Bröllopet i Bränna

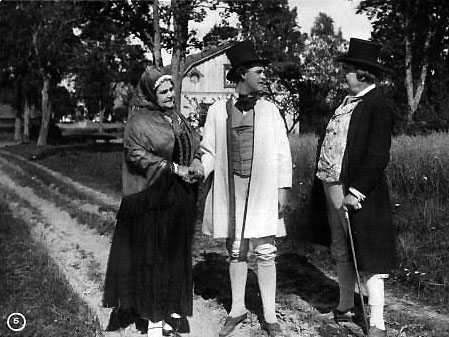
Gustaf Ranft som Stor Sven, Anna Diedrich som Mor Lisa och Tor Weijden som Erik i filmatisering av Värmlänningarna 1921.

- 1926 – Fänrik Ståls sägner-del I
- 1928 – Gustaf Wasa del I

## Teater

### Roller (ej komplett)
| År   | Roll                        | Produktion                                                            | Regi             | Teater                     |
| ---- | --------------------------- | --------------------------------------------------------------------- | ---------------- | -------------------------- |
| 1876 | Landry                      | Syrsan Charlotte Birch-Pfeiffer                                       |                  | Djurgårdsteatern           |
| 1889 | Greve Meng                  | Byråkraten Gustav von Moser                                           |                  | Svenska teatern, Stockholm |
| 1889 | Baron Römer                 | Namnkunniga fruar Franz von Schönthan och Gustav Kadelburg            |                  | Svenska teatern, Stockholm |
| 1889 | Dodson                      | Mr. Pickwick Peter Raun Fristrup                                      |                  | Svenska teatern, Stockholm |
| 1889 |                             | Eva Richard Voss                                                      |                  | Svenska teatern, Stockholm |
| 1891 | Birger jarl                 | Bröllopet på Ulfåsa Frans Hedberg                                     | Harald Molander  | Svenska teatern, Stockholm |
| 1892 |                             | Gendarmen Pierre Decourcelle och Henri Debrit                         |                  | Djurgårdsteatern           |
| 1893 | Picardan                    | Picardan är hemma Alexandre Bisson                                    |                  | Djurgårdsteatern           |
| 1893 | En norsk viking             | Spökerierna på slottet, revy Eric Sandberg                            |                  | Djurgårdsteatern           |
| 1893 |                             | Gendarmen Pierre Decourcelle och Henri Debrit                         |                  | Djurgårdsteatern           |
| 1893 | Fadern                      | För tidigt Anders de Wahl                                             |                  | Stora Teatern, Göteborg    |
| 1894 | Ett helgon                  | På Helgeandsholmen, revy Eric Sandberg                                |                  | Djurgårdsteatern           |
| 1894 | Gustav II Adolf             | Regina von Emmeritz Zacharias Topelius                                |                  | Stora Teatern, Göteborg    |
| 1896 |                             | En treflig betjent Clairville och Octave Gastineau                    |                  | Vasateatern                |
| 1896 | Statsminister Verelius      | Det stora förslaget Pehr Staaf                                        |                  | Vasateatern                |
| 1896 | Nils Vestgöte               | Med Sveriges allmoge Hugo Fröding                                     |                  | Arenateatern               |
| 1897 | Doktor Gregers              | Ungdomslek Frederik Leth Hansen                                       |                  | Vasateatern                |
| 1898 | Daniel Raibout              | Marcelle Victorien Sardou                                             |                  | Vasateatern                |
| 1898 | Gregorius Jonsson           | Kungsämnena Henrik Ibsen                                              | Harald Molander  | Vasateatern                |
| 1898 | Birger jarl                 | Bröllopet på Ulfåsa Frans Hedberg                                     | Harald Molander  | Svenska teatern, Stockholm |
| 1898 | Herbert, advokat            | Familjen Jensen Edgard Høyer                                          |                  | Svenska teatern, Stockholm |
| 1898 | Henrik Bolingbroke          | Konung Richard II William Shakespeare                                 | August Lindberg  | Svenska teatern, Stockholm |
| 1899 | Stor-Klas                   | Stor-Klas och Lill-Klas Gustaf af Geijerstam                          | Harald Molander  | Svenska teatern, Stockholm |
| 1899 | Gubben Wittig, smedmästare  | Vävarna Gerhart Hauptmann                                             | Harald Molander  | Svenska teatern, Stockholm |
| 1899 | Herman Israel               | Gustav Vasa August Strindberg                                         |                  | Svenska teatern, Stockholm |
| 1900 |                             | Folkungasagan August Strindberg                                       |                  | Svenska teatern, Stockholm |
| 1905 | Birger jarl                 | Bröllopet på Ulfåsa Frans Hedberg                                     |                  | Svenska teatern, Stockholm |
| 1906 |                             | Flyttfåglar Maurice Donnay och Lucien Descaves                        |                  | Svenska teatern, Stockholm |
| 1906 | Kapten Montanbrèche         | Fruarna Montanbrèche Clairville och Victor Bernard                    |                  | Svenska teatern, Stockholm |
| 1906 |                             | Livet på landet Fritz Reuter                                          |                  | Svenska teatern, Stockholm |
| 1906 |                             | Gurre Holger Drachmann                                                |                  | Svenska teatern, Stockholm |
| 1907 |                             | Kronbruden August Strindberg                                          | Victor Castegren | Svenska teatern, Stockholm |
| 1907 |                             | Henrik IV William Shakespeare                                         |                  | Svenska teatern, Stockholm |
| 1907 | Hector Malone Jr            | Mannen och hans överman George Bernard Shaw                           |                  | Svenska teatern, Stockholm |
| 1907 |                             | Johannes Hermann Sudermann                                            |                  | Svenska teatern, Stockholm |
| 1908 |                             | Under epåletten Arthur Bernède                                        |                  | Svenska teatern, Stockholm |
| 1908 | Flach                       | Simson Henry Bernstein                                                |                  | Svenska teatern, Stockholm |
| 1909 | Prosten Lars i Oppunda      | Bjälbojarlen August Strindberg                                        | Victor Castegren | Svenska teatern, Stockholm |
| 1909 |                             | Trohetseden Oscar Blumenthal                                          |                  | Vasateatern                |
| 1909 |                             | Djävulens lärjunge George Bernard Shaw                                | Karl Hedberg     | Svenska teatern, Stockholm |
| 1909 | Antigonus                   | En vintersaga William Shakespeare                                     |                  | Svenska teatern, Stockholm |
| 1910 |                             | Ybeck Ludvig Nordström                                                |                  | Svenska teatern, Stockholm |
| 1910 |                             | Den bergtagna Ernst Ahlgren och Axel Lundegård                        |                  | Svenska teatern, Stockholm |
| 1910 |                             | Konserten Hermann Bahr                                                |                  | Svenska teatern, Stockholm |
| 1910 |                             | Min nièce Gustaf von Horn                                             |                  | Svenska teatern, Stockholm |
| 1911 | Illo                        | Wallenstein Friedrich Schiller                                        | Gunnar Klintberg | Svenska teatern, Stockholm |
| 1911 | Kristian Berg               | Gösta Berlings saga Selma Lagerlöf                                    | Albert Ranft     | Svenska teatern, Stockholm |
| 1911 |                             | Kärlekens ögon Johan Bojer                                            |                  | Svenska teatern, Stockholm |
| 1911 | Doktor Jüttner              | Gamla Heidelberg Wilhelm Meyer-Förster                                |                  | Svenska teatern, Stockholm |
| 1911 | Örnulf                      | Kämparna på Helgeland Henrik Ibsen                                    |                  | Svenska teatern, Stockholm |
| 1911 | Williams, poliskommissarie  | Den starkaste Clyde Fitch                                             | Gunnar Klintberg | Svenska teatern, Stockholm |
| 1912 | Herman Israel               | Gustav Vasa August Strindberg                                         |                  | Svenska teatern, Stockholm |
| 1912 |                             | Höga rättvisan Lothar Schmidt                                         | Sven Söderman    | Svenska teatern, Stockholm |
| 1912 |                             | Quo Vadis? Henryk Sienkiewicz                                         |                  | Svenska teatern, Stockholm |
| 1912 |                             | De fem frankfurtarna Carl Rössler                                     |                  | Svenska teatern, Stockholm |
| 1912 |                             | Monna Vanna Maurice Maeterlinck                                       |                  | Svenska teatern, Stockholm |
| 1914 | Filip III av Burgund        | Jungfrun av Orléans Friedrich Schiller                                |                  | Svenska teatern, Stockholm |
| 1915 | Den gamle i tornet Den vise | Lycko-Pers resa August Strindberg                                     | Gunnar Klintberg | Svenska teatern, Stockholm |
| 1916 | Jüttner                     | Gamla Heidelberg (Alt-Heidelberg) Wilhelm Meyer-Förster               |                  | Svenska teatern, Stockholm |
| 1917 | Burghley                    | Kring drottningen Brita von Horn                                      | Gunnar Klintberg | Svenska teatern, Stockholm |
| 1919 | Greve Capulet               | Romeo och Julia (The Tragedy of Romeo and Juliet) William Shakespeare | Gunnar Klintberg | Svenska teatern, Stockholm |
| 1922 | Herman Israel               | Gustav Vasa August Strindberg                                         | Gunnar Klintberg | Svenska teatern, Stockholm |
| 1923 | Biskopen                    | Gösta Berlings saga Selma Lagerlöf                                    | Gunnar Klintberg | Svenska teatern, Stockholm |